# Tatrzańska Kotlina

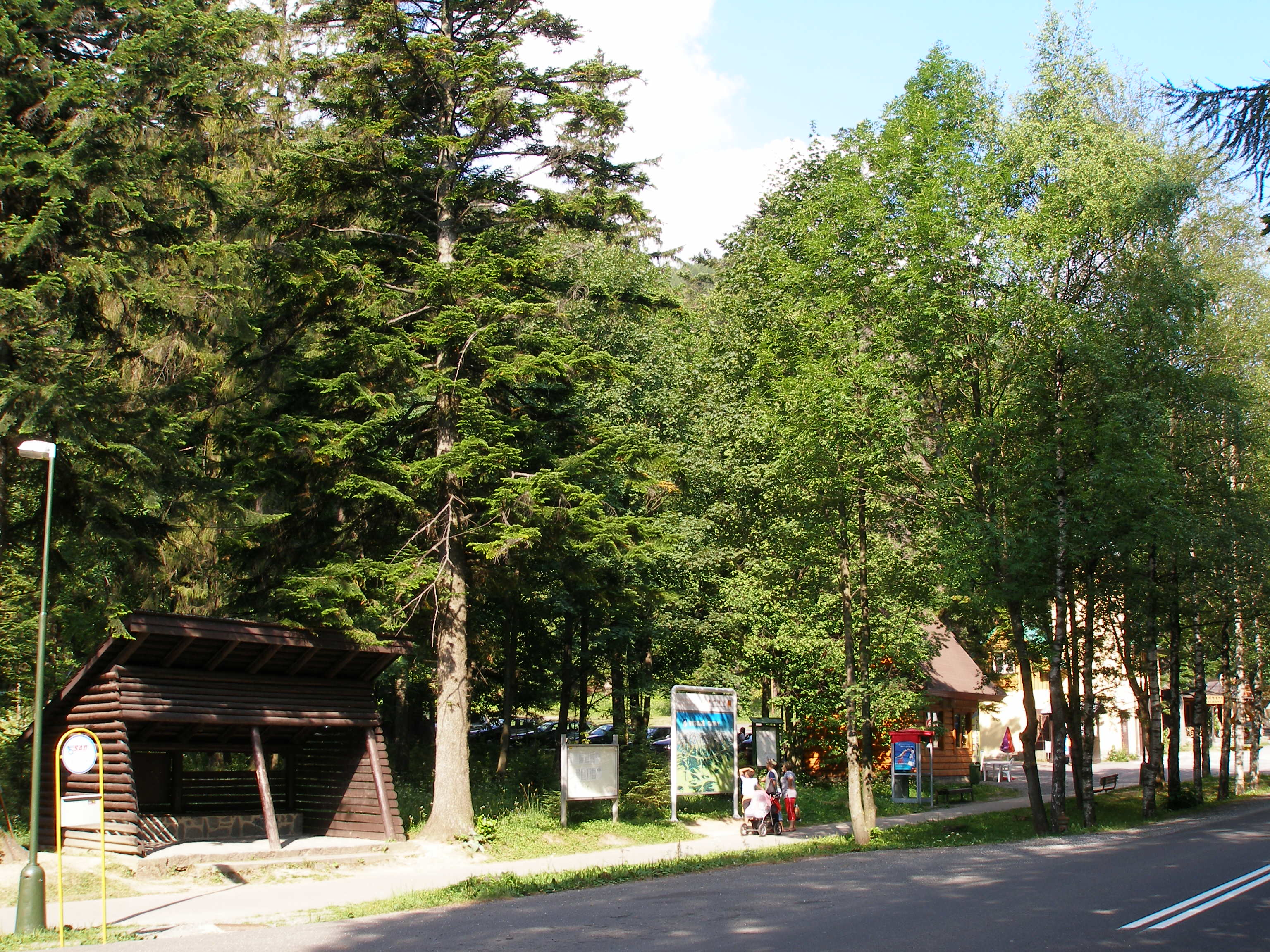
Przystanek autobusowy i parking

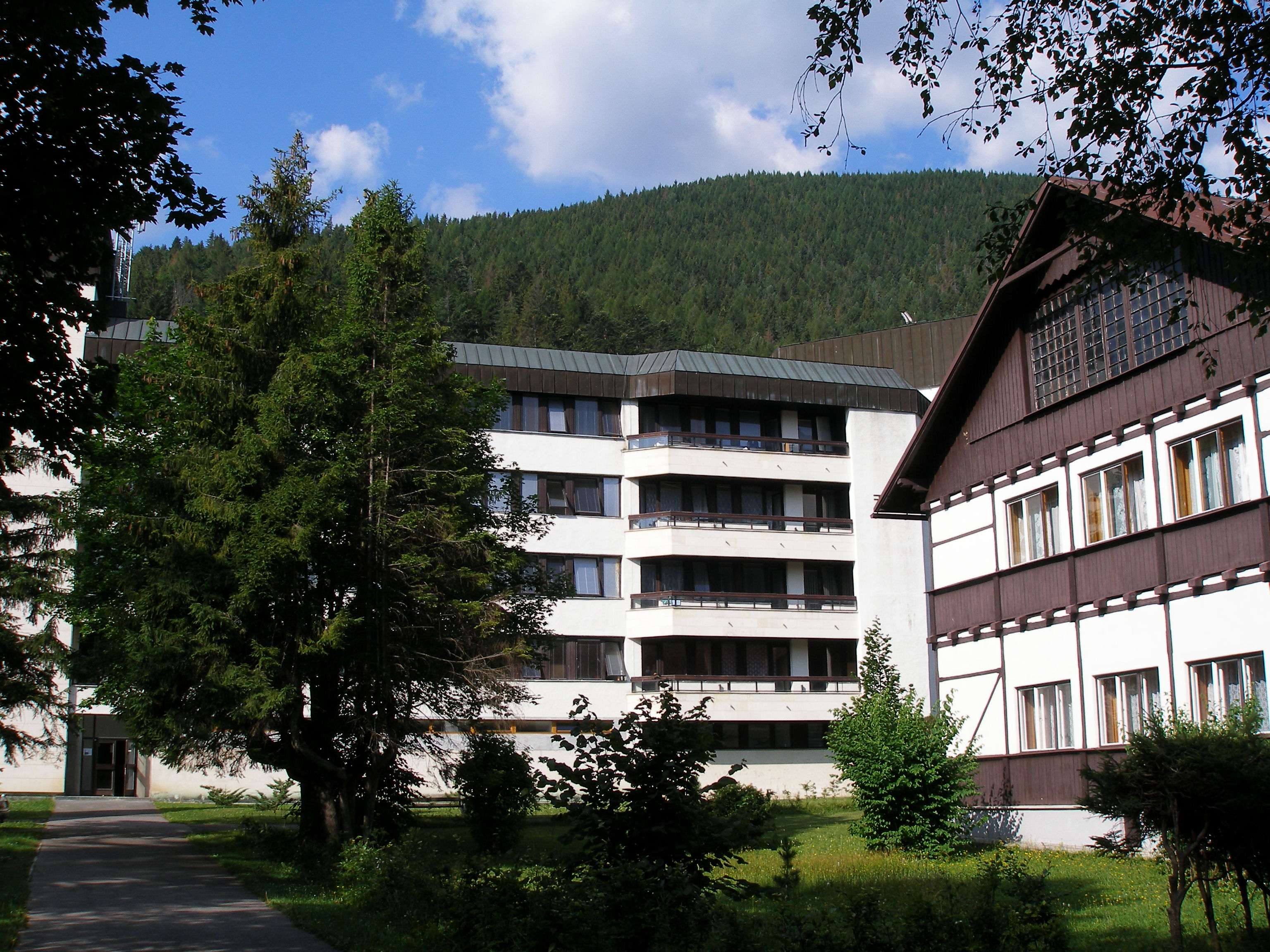
Ośrodek sanatoryjny

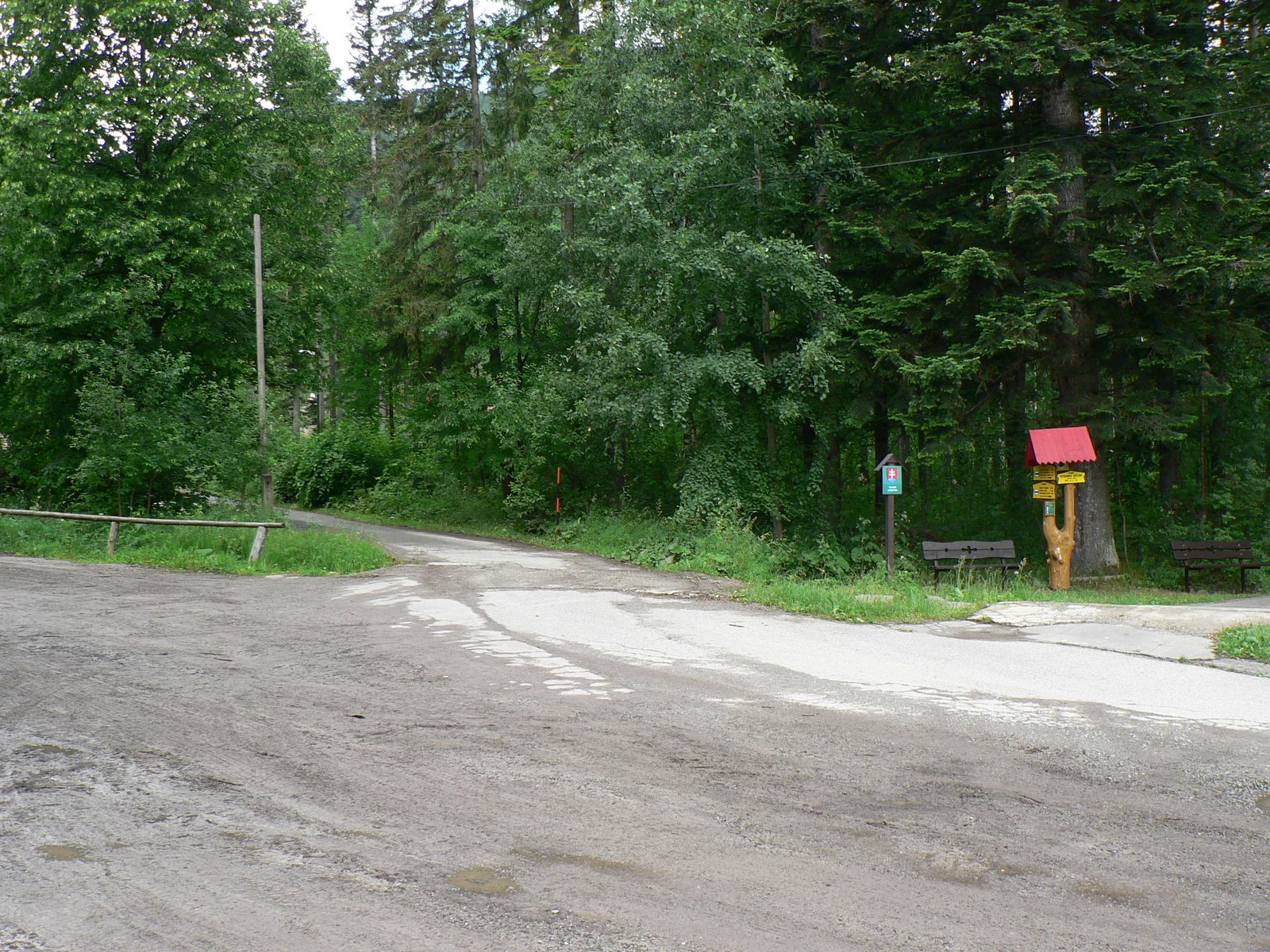
Początek szlaków zielonego i niebieskiego w Tatrzańskiej Kotlinie

Tatrzańska Kotlina (słow. Tatranská Kotlina, niem. Höhlenhain, Tatra-Höhlenhain, węg. Barlangliget) – miejscowość położona u wschodniego krańca Tatr Bielskich na Słowacji, w odległości 21 km od byłego przejścia granicznego z Polską na Łysej Polanie i 8,5 km od Tatrzańskiej Łomnicy, zamieszkana przez około 240 osób. Administracyjnie należy do miasta Wysokie Tatry.

## Opis
Tatrzańska Kotlina znajduje się u południowo-wschodnich podnóży Kobylego Wierchu, na wysokości 760 m n.p.m. Przez miejscowość przebiega Droga Wolności. Miejscowość jest najbardziej wysuniętą na wschód osadą podtatrzańską i znajduje się w Kotlinach, oddzielających Tatry od Magury Spiskiej. Przepływa tu Bielski Potok (Bielá). Na północnych zboczach Kobylego Wierchu znajduje się udostępniona dla zwiedzających Jaskinia Bielska, stanowiąca częsty cel turystyczny. Tatrzańska Kotlina ma charakter uzdrowiskowy – znajdują się tu sanatoria, w których leczone są choroby dróg oddechowych.

## Historia
Przed powstaniem uzdrowiska na miejscu w obrębie dzisiejszej Tatrzańskiej Kotliny znajdowały się leśniczówka, zakład kamieniarski Polaka, byłego powstańca styczniowego Władysława Kardolińskiego, młyn i niewielka osada, w której pracował późniejszy przewodnik Maciej Sieczka. Miejscowość została założona na przełomie 1882 i 1883 r. przez miasto Biała Spiska, w związku z udostępnieniem Jaskini Bielskiej. Uzdrowiskowego charakteru nabrała już przed I wojną światową, leczenie chorób płuc zostało zapoczątkowane w dwudziestoleciu międzywojennym. Infrastruktura turystyczna jest mniej rozwinięta niż w miejscowościach na południu Tatr Wysokich, jaskinia jest zwiedzana często przez wycieczki autokarowe.
Pierwsze osiedle w miejscu dzisiejszej miejscowości nazywane było Kotliną i znajdowało się w północnej części obszaru obecnych zabudowań, zwanej współcześnie Starą Kotliną (Stará Kotlina). Tatrzańska Kotlina była dawniej określana nazwami Jaskinie Bielskie (Belanské kúpele), rzadziej Bielany, Bielany Spiskie i Kotliny Bielskie. Nazwy pochodzą od pierwotnej nazwy oraz od miasta Białej Spiskiej.

## Szlaki turystyczne
– żółty szlak do Jaskini Bielskiej. Czas przejścia: 35 min w obie strony
  – zielony szlak do schroniska pod Szarotką, jedynego schroniska w obrębie Tatr Bielskich, a stamtąd dalej do Doliny Białych Stawów. Początkowo biegnie razem ze szlakiem niebieskim. Czas przejścia: 3:10 h, ↓ 2:20 h
  – niebieski szlak łącznikowy do Kieżmarskich Żłobów (tzw. Zbójnicki Chodnik), biegnący początkowo z zielonym. Czas przejścia: 1:20 h, z powrotem 1:35 h